# Dhiffushi (Thaa-atol)
Dhiffushi is een van de onbewoonde eilanden van het Thaa-atol behorende tot de Maldiven.